# Черни Дул
Черни Дул (чеш. Černý Důl) је насељено мјесто са административним статусом варошице (чеш. městys) у округу Трутнов, у Краловехрадечком крају, Чешка Република.

## Становништво
Према подацима о броју становника из 2014. године насеље је имало 721 становника.